# Campeonato Europeo de Voleibol Femenino de 2026
El XXXIV Campeonato Europeo de Voleibol Femenino se celebrará conjuntamente en República Checa y Turquía en el año 2026 bajo la organización de la Confederación Europea de Voleibol (CEV) y las federaciones de voleibol de los países sedes.
Un total de 24 selecciones nacionales afiliadas a la CEV competirán por el título de campeón europeo, cuyo actual portador es el equipo de Turquía, vencedor del Europeo de 2023. 